# 김일엽 (야구인)
김일엽(金一燁, 1979년 11월 15일 ~ )은 전 KBO 리그 한화 이글스의 투수이자, 현 KBO 리그 두산 베어스의 수석코치이다.

## 선수 시절

### 미국 프로야구 시절

#### 필라델피아 필리스시절
경북고등학교를 졸업한 뒤 연고 팀 삼성 라이온즈의 고졸우선지명을 받았으나 단국대학교에 진학했고 투수 이승학과 함께 2001년 3월 필라델피아 필리스와 85만 달러에 입단 계약을 맺었다. 하지만 2001년 외에는 제대로 활동하지 못했고, 어깨 회전근 부상으로 2003년 5월에 방출됐다.

### 한국 프로야구 시절

#### 롯데 자이언츠시절
귀국 후 수술을 거듭하며 재활했고, 방위산업체에서 산업기능요원으로 일하며 군 대체 복무를 마쳤다. 대체 복무 중 KBO 리그 복귀 유예 기간 규정이 지나 한국에서 활동이 가능해졌고 방위산업체 근무를 마친 후 2007년 1월 4일에 신고선수로 입단하였다. 주로 중간계투로 등판했다. 2008년부터 1군에 올라오기 시작해 2008년에는 2승 1패, 1세이브, 5홀드, 평균자책점 3.21을 기록했다. 2009년 시즌에는 선발 투수들의 잇단 부상으로 2009년 5월부터 한시적으로 선발 보직도 겸했다. 그러나 성적은 매우 좋지 않아 2009년에는 승리 없이 5패, 평균자책점 7.36을 기록하였으며, 2009년 6월 21일에 있었던 KIA와의 경기에서는 선발로 출장했음에도 단 1이닝도 버티지 못하고 5실점을 하며 강판됐다. 2012년에는 1경기에 등판해 평균자책점 40.50을 기록한 후 방출됐다.
경기가 잘 풀리지 않으면 땀을 비오듯 흘리는 경향이 있어 '대한민국 땀은 지가 다 흘린다'라는 속설이 있다.

#### 한화 이글스시절
2012년 11월에 입단 테스트를 받아 이적했으며, 개막전 엔트리에 포함됐다. 하지만 4월에 7경기에만 등판했고, 시즌 후 방출됐다.

## 야구선수 은퇴 후
2016년부터 마산고등학교 야구부의 코치로 활동했다.

## 출신 학교
- 대구옥산초등학교
- 대구 경운중학교
- 경북고등학교
- 단국대학교 중퇴